# Lady Kung Fu
Lady Kung Fu (He qi dao) è un film del 1972 diretto da Huang Feng, inedito in Italia. Nella pellicola, i dettami del film di genere servono da scusa per denunciare un problema sociale: l'invasione giapponese della Corea del Sud, con relativi episodi di razzismo ed intolleranza.

## Trama
1934: Seul è occupata dai giapponesi, che spadroneggiano fra la popolazione. La giovane Yu Ying ed i suoi due amici, Fan Wei e Kao Chang, sono cinesi arrivati in Corea del Sud per studiare l'Hapkido. Sono disgustati dal comportamento degli invasori, ed appena diventati maestri di Hapkido tornano in patria.
Ma anche qui troveranno i giapponesi a spadroneggiare. Questi, infatti, non vogliono che i tre maestri cinesi dirigano una palestra di Hapkido, così faranno di tutto per convincerli a chiudere.

## Produzione
Uscito subito dopo Dalla Cina con furore, questo film ha molti collegamenti con il film di Lo Wei. Entrambe le pellicole, infatti, contengono un messaggio di forte denuncia sociale, anche se seguono i dettami del genere dei film di arti marziali, e del sottogenere "scuole rivali".
Anche in Lady Kung Fu i giapponesi recano un cartello con una scritta infamante alla scuola di Hapkido, messaggio che Yu Ying (interpretata da una Angela Mao all'apice della carriera) riporterà alla scuola giapponese, distruggendolo e poi affrontando degli allievi di questa scuola: quasi una versione "femminile" di ciò che accade in Dalla Cina con furore.
Il fondatore dell'Hapkido è interpretato da Ji Han Jae, fra i più famosi maestri di questo stile marziale nel mondo, e fondatore di un proprio stile: Sin Moo Hapkido. Questo film è la sua prima apparizione in una pellicola cinematografica, mentre l'anno successivo Bruce Lee lo sceglierà come maestro del secondo piano della pagoda nel progetto incompiuto Game of Death (che in seguito verrà rimaneggiato e fatto uscire come L'ultimo combattimento di Chen).
L'allievo coreano di Hapkido è interpretato da Whang Ing-Sik, famoso artista marziale ed attore, che lo stesso anno Bruce Lee vorrà per il suo primo film da regista, L'urlo di Chen terrorizza anche l'Occidente (Meng long guojiang o Way of the Dragon). Negli anni ottanta, ricoprirà il ruolo di "cattivo" in due famosi film di Jackie Chan: Il ventaglio bianco (The Young Master) e I due cugini (Dragon Lord).
Le scene d'azione di Lady Kung Fu sono state coreografate da Sammo Hung, all'epoca semi-sconosciuto ma divenuto in seguito fra i più famosi esponenti del cinema asiatico. Fra gli stuntman del film, risultano i giovanissimi Jackie Chan, Yuen Biao e Corey Yuen, tutti amici di vecchia data di Sammo Hung, divenuti in seguito valenti attori e registi.